# Euserica
Euserica es un género de coleópteros escarabeidos. Se encuentran en la península ibérica, la Francia continental y el norte de África.

## Especies
Se reconocen las siguientes:
- Euserica alcaidei
- Euserica alonsoi
- Euserica brancobaraudi
- Euserica cambeloi
- Euserica cobosi
- Euserica lucipeta
- Euserica mamorensis
- Euserica monstruosa
- Euserica monticola
- Euserica mulsanti
- Euserica mutata
- Euserica paenibaeticae
- Euserica pauliani
- Euserica segurana
- Euserica villarreali